# Otto Baumgarten

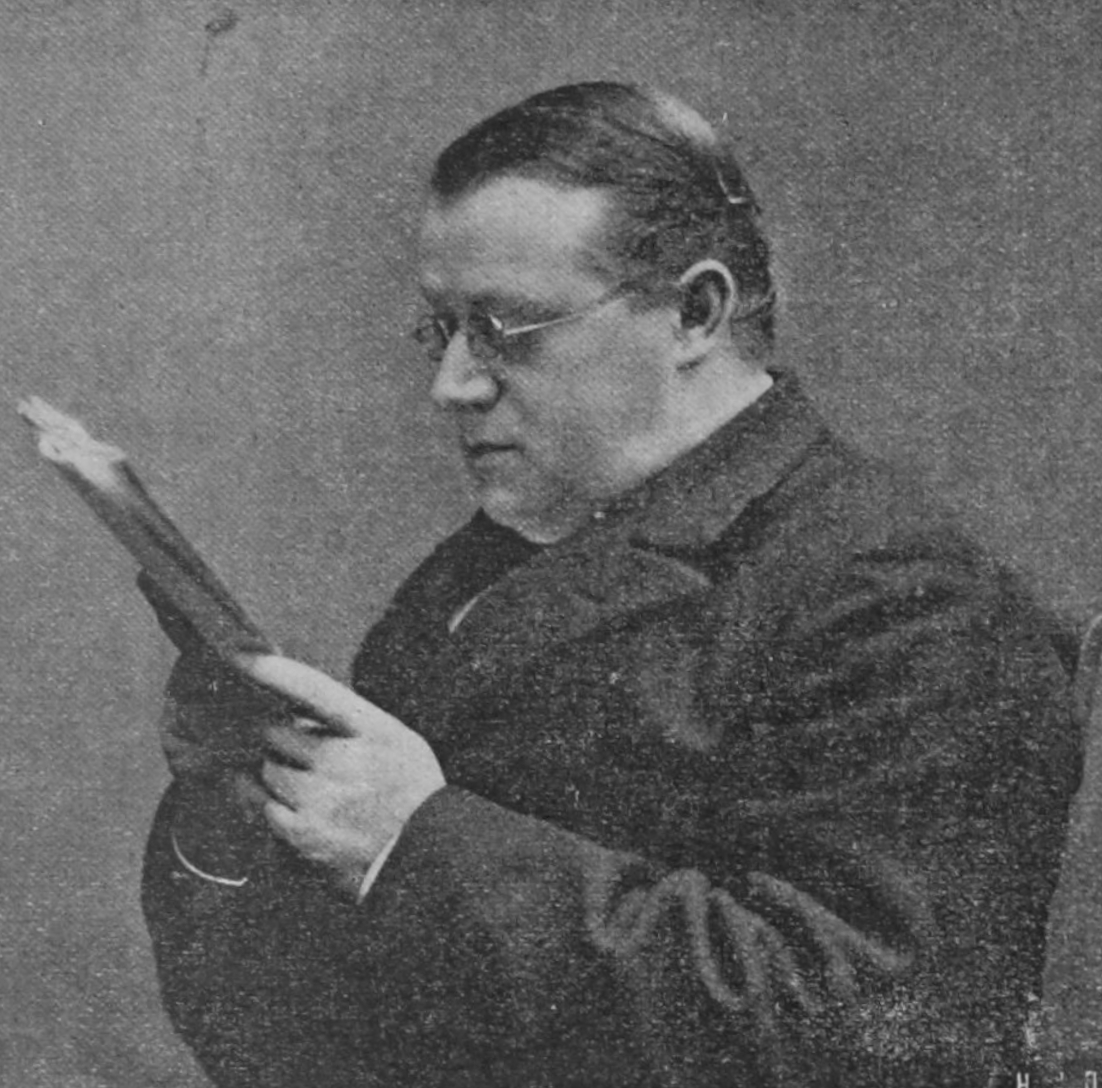
Otto Baumgarten, um 1913

Otto Baumgarten (* 29. Januar 1858 in München; † 21. März 1934 in Kiel) war ein deutscher evangelischer Theologe und Professor der Theologie. 

## Leben
Der Sohn des Historikers Hermann Baumgarten (1825–1893) studierte in Straßburg, Göttingen und Zürich. Von 1882 bis 1887 diente er der Evangelischen Landeskirche in Baden. In Halle habilitierte er sich im Jahre 1888. Im selben Jahr wurde er Prediger für das Friedrichs-Waisenhaus Rummelsburg (ab 1920 zu Berlin). 1890 wurde Baumgarten Privatdozent in Berlin; im selben Jahr erlangte er das Professoren-Amt in Jena. In den Jahren 1894 bis 1926 wirkte Baumgarten in Kiel als Universitätsprediger sowie o. Professor für Praktische Theologie. 1903/04 war er Rektor der Christian-Albrechts-Universität zu Kiel.
Baumgarten zählt zu den Führern der theologischen Linken und zu den Vorkämpfern des Kulturprotestantismus. Er war Mitbegründer des Evangelisch-Sozialen Kongresses und von 1912 bis 1925 dessen Vorsitzender. Im Jahr 1919 war er ein Mitglied der deutschen Friedensdelegation; nach 1918 wirkte er auch als Mitglied der Deutschen Demokratischen Partei.
Baumgarten war einer der ersten protestantischen Theologen, die öffentlich zum Widerstand gegen den Nationalsozialismus aufriefen. In seiner Broschüre Kreuz und Hakenkreuz (1926) kam er zu dem Schluss: „Richtig gedeutet sind die Symbole Kreuz und Hakenkreuz einander ausschließende Gegensätze.“ Zugleich gestand er zu, dass die Zurückdrängung des Jüdischen aus der deutsch-christlichen Religiosität eine gewisse Berechtigung habe.

## Werke (Auswahl)
- Bismarcks Stellung zu Religion und Kirche - zumeist nach eigenen Aeußerungen (1900)
- Neue Bahnen. Der Unterricht in der christlichen Religion im Geist der modernen Theologie (1903)
- Predigten aus der Gegenwart gehalten in der Kieler Universitätsaula (1903)
- Predigt-Probleme. Hauptfragen der heutigen Evangeliumsverkündigung (1904)
- Herders Lebenswerk und die religiöse Frage der Gegenwart (1905)
- Über Kindererziehung. Erlebtes und Gedachtes (1905)
- Carlyle und Goethe (1906)
- Die persönlichen Erfordernisse des geistlichen Berufs. Oeffentliche Vorlesung (1910)
- Altes und Neues aus dem Schatz des Psalters. Elf Psalm-Predigten in der Aula der Kieler Universität gehalten (1911)
- Jesuspredigten gehalten in der Kieler Universitätsaula (1911)
- Meine Anklage gegen den preußischen evangelischen Oberkirchenrat (1913)
- Bismarcks Glaube (1915)
- Politik und Moral (1916)
- Christentum und Weltkrieg (1918)
- Predigten aus der Gegenwart (1903)
- Erziehungsaufgaben des neuen Deutschland (1917)
- Predigten aus der Revolutionszeit (1919)
- Die Not der akademischen Berufe nach dem Friedensschluß (1919)
- Der Aufbau der Volkskirche (1920)
- Bergpredigt und Kultur der Gegenwart (1921)
- Praktische Sittenlehre (1921)
- Bismarcks Religion (1922)
- Die religiöse Erziehung im neuen Deutschland (1922)
- Religiöses und kirchliches Leben in England (1922)
- Die Gefährdung der Wahrhaftigkeit durch die Kirche (1925)
- Kreuz und Hakenkreuz (1926)
- Meine Lebensgeschichte (1929)
- Protestantische Seelsorge (1931)